# Велієв Фархад Мухтар-огли
Фархад Велієв (азерб. Fərhad Vəliyev, нар. 1 листопада 1980, Куба) — азербайджанський футболіст, воротар клубу «Сабаїл» та національної збірної Азербайджану.

## Клубна кар'єра
Футболом почав займатися у віці 12 років в Сумгаїті, в дитячій футбольній школі. Перші тренери — Тофік Рзаєв та Агамуса Багіров.
Професійну футбольну кар'єру почав з виступу в клубі прем'єр-ліги Азербайджану — «Сумгаїт», який 1999 року отримав назву «Кімьячі». Всього провів в команді один сезони, взявши участь у 25 матчах чемпіонату.
Згодом, з 1999 по 2002 рік, грав у складі команд «Шахдаг», «Віляш» та «Хазар», проте в жодній надовго не затримався.
2003 року, після річної перерви, підписав контракт з «Нефтчі», у складі якого зіграв лише один матч переможного чемпіонату.
Своєю грою за останню команду привернув увагу представників тренерського штабу клубу «Гянджларбірлії», до складу якого приєднався 2004 року і провів один сезон. Після цього протягом 2006–2007 років захищав кольори «Інтера» (Баку).
До складу клубу «Карабах» приєднався влітку 2007 року. Протягом наступних дев'яти сезонів відіграв за команду з Агдама 136 матчів в національному чемпіонаті та виграв національний чемпіонат та кубок.
Протягом 2016–2018 років захищав кольори «Сумгаїта», після чого став гравцем клубу «Сабаїл».

## Виступи за збірну
28 лютого 2006 року дебютував в офіційних іграх у складі національної збірної Азербайджану під час товариського матчу зі збірною України, що завершився внічию 0:0. Протягом п'яти років провів у формі головної команди країни 32 матчі, після чого втратив місце у національній команді.

## Титули і досягнення
- Чемпіон Азербайджану (4):

Нефтчі: 2003-04
«Карабах»: 2013-14, 2014-15, 2015-16
- Володар Кубка Азербайджану (5):

Нефтчі: 2001-02, 2003-04
«Карабах»: 2008-09, 2014-15, 2015-16